# Adaptations de The Legend of Zelda en manga

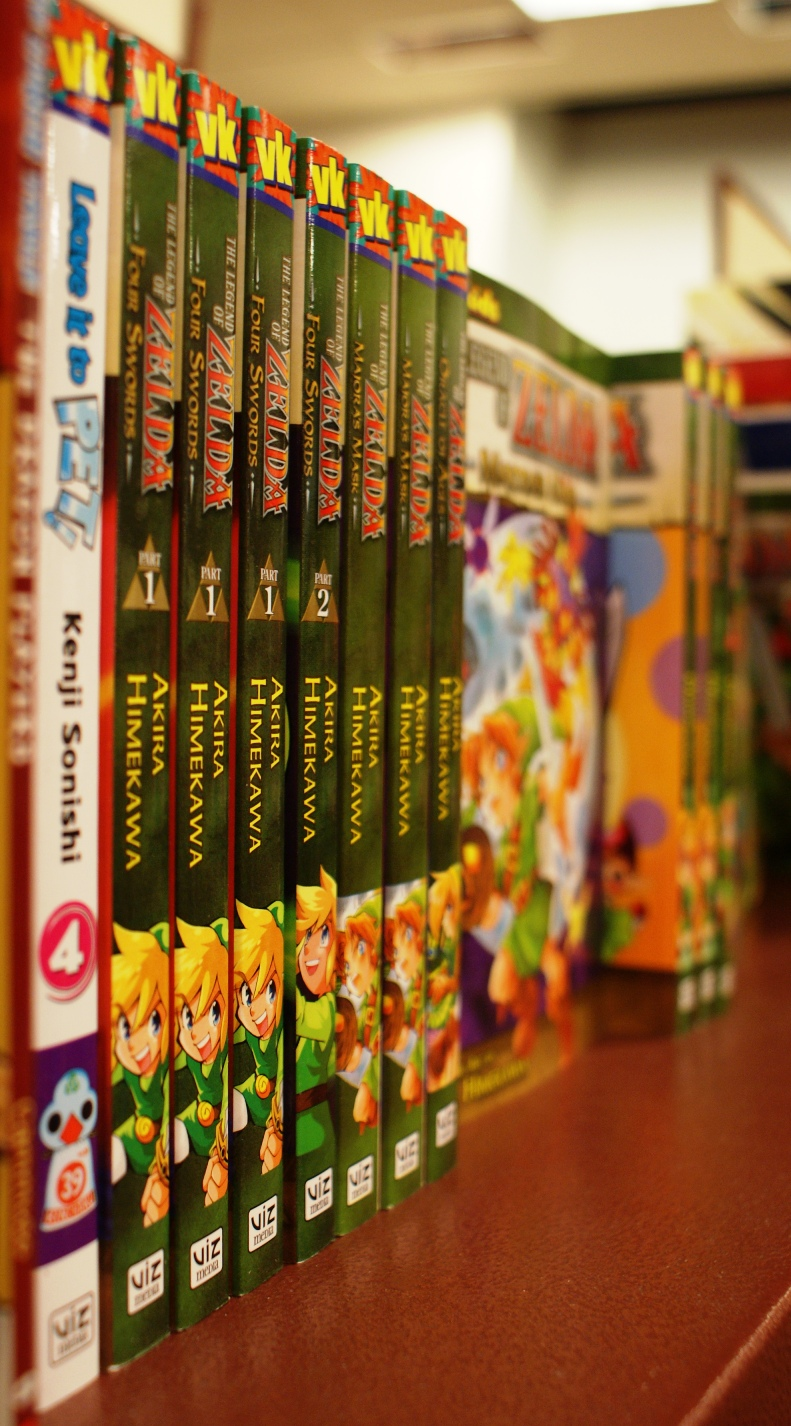
Des mangas The Legend of Zelda

Les adaptations de The Legend of Zelda en manga regroupent plusieurs séries de mangas inspirés ou adaptés de la franchise vidéoludique, dessinés par différents auteurs et publiés par plusieurs éditeurs depuis sa création.
Les deux premiers opus sont adaptés en mangas en 1989 et 1991 par Yū Mishōzaki. Une vague de mangas est publiée en 1990 par Valiant Comics. Durant les années 1990, plusieurs mangas sont créés par Ataru Cagiva. Une autre vague de mangas dessinés par le duo Akira Himekawa englobe les adaptations de nombreux jeux vidéo de la franchise sortis depuis Ocarina of Time et durant les années 2010. Ceux-ci ont été publiés jusque dans la fin des années 2010.
D'autres adaptations ont été diversement publiées depuis le lancement de la franchise, comme dans le magazine Nintendo Power, ou au sein de l'ouvrage Hyrule Historia.

## Historique

### Vue d'ensemble
La franchise vidéoludique The Legend of Zelda est adaptée en mangas, dessinés par différents auteurs et publiés par plusieurs éditeurs depuis sa création.
Les deux premiers opus sont adaptés en mangas en 1989 et 1991 par Yū Mishōzaki. Une vague de mangas est publiée en 1990 par Valiant Comics. Durant les années 1990, plusieurs mangas sont créés par Ataru Cagiva. Une autre vague de mangas dessinés par le duo Akira Himekawa englobe les adaptations de nombreux jeux vidéo de la franchise sortis depuis Ocarina of Time et durant les années 2010. Ceux-ci ont été publiés jusque dans la fin des années 2010.
D'autres adaptations ont été diversement publiées depuis le lancement de la franchise, comme dans le magazine Nintendo Power, ou au sein de l'ouvrage Hyrule Historia.
| Date                    | Pays       | Titre                                                                                | Auteur                      | Éditeur            | ISBN                     | Adaptation                                 | Notes                                                                 |
| ----------------------- | ---------- | ------------------------------------------------------------------------------------ | --------------------------- | ------------------ | ------------------------ | ------------------------------------------ | --------------------------------------------------------------------- |
| Septembre 1989          | Japon      | ゼルダの伝説 (The Legend of Zelda)                                                   | Yuu Mishouzaki              | Takarajimasha      | (ISBN 9784880636276)     | -                                          | -                                                                     |
| Septembre 1991          | Japon      | リンクの冒険 (The Adventure of Link)                                                 | Yuu Mishouzaki              | Takarajimasha      | (ISBN 9784796601917)     | -                                          | -                                                                     |
| Février à juin 1990     | États-Unis | Nintendo Comics System (en) 1 à 5                                                    | George Caragonne            | Valiant Comics     | -                        | The Legend of Zelda, The Adventure of Link | -                                                                     |
| Janvier à décembre 1992 | États-Unis | Nintendo Power no 32 à 43                                                            | Shotaro Ishinomori          | Nintendo           | -                        | A Link to the Past                         | Réunis et réédité en livre en 2015                                    |
| Mai 1994                | Japon      | ゼルダの伝説夢を見る島 (The Legend of Zelda: Dreaming Island) vol. 1                 | Ataru Cagiva                | Enix               | (ISBN 9784870255135)     | Link's Awakening                           | -                                                                     |
| Septembre 1994          | Japon      | ゼルダの伝説夢を見る島 (The Legend of Zelda: Dreaming Island) vol. 2                 | Ataru Cagiva                | Enix               | (ISBN 9784870255241)     | Link's Awakening                           | -                                                                     |
| 27 juin 1995            | Japon      | ゼルダの伝説神々のトライフォース (The Legend of Zelda: Triforce of the Gods) vol. 1  | Ataru Cagiva                | Enix               | (ISBN 9784870255241)     | A Link to the Past                         | -                                                                     |
| 27 décembre 1995        | Japon      | ゼルダの伝説神々のトライフォース (The Legend of Zelda: Triforce of the Gods) vol. 2  | Ataru Cagiva                | Enix               | (ISBN 9784870255241)     | A Link to the Past                         | -                                                                     |
| 27 mai 1996             | Japon      | ゼルダの伝説神々のトライフォース (The Legend of Zelda: Triforce of the Gods) vol. 3  | Ataru Cagiva                | Enix               | (ISBN 9784870255241)     | A Link to the Past                         | -                                                                     |
| 1995                    | Japon      | The Legend of Zelda: Oath of Lilto vol. 1                                            | Junya Furusawa, Jun Munesue | Shounen Oh Comics  | (ISBN 978-4-334-80270-7) | -                                          | -                                                                     |
| 1996                    | Japon      | The Legend of Zelda: Oath of Lilto vol. 2                                            | Junya Furusawa, Jun Munesue | Shounen Oh Comics  | (ISBN 978-4-334-80317-9) | -                                          | -                                                                     |
| 1997                    | Japon      | The Legend of Zelda: Oath of Lilto vol. 3                                            | Junya Furusawa, Jun Munesue | Shounen Oh Comics  | (ISBN 978-4-334-80362-9) | -                                          | -                                                                     |
| 1997                    | Japon      | The Legend of Zelda: Oath of Lilto vol. 4                                            | Junya Furusawa, Jun Munesue | Shounen Oh Comics  | (ISBN 978-4-334-80379-7) | -                                          | -                                                                     |
| 2000                    | Japon      | ゼルダの伝説 時のオカリナ (The Legend of Zelda: Ocarina of Time) vol. 1              | Akira Himekawa              | Shogakukan         | (ISBN 4091496016)        | Ocarina of Time                            | Édité en français par Soleil Productions en 2009 (ISBN 9782302008434) |
| 2000                    | Japon      | ゼルダの伝説 時のオカリナ (The Legend of Zelda: Ocarina of Time) vol. 2              | Akira Himekawa              | Shogakukan         | (ISBN 4091496024)        | Ocarina of Time                            | Édité en français par Soleil Productions en 2009 (ISBN 9782302008441) |
| 2000                    | Japon      | ゼルダの伝説 ムジュラの仮面 (The Legend of Zelda: Majora's Mask)                     | Akira Himekawa              | Shogakukan         | (ISBN 4091496032)        | Majora's Mask                              | Édité en français par Soleil Productions en 2009 (ISBN 9782302009097) |
| 2001                    | Japon      | ゼルダの伝説 ふしぎの木の実 大地の章 (The Legend of Zelda: Oracle of Seasons)        | Akira Himekawa              | Shogakukan         | (ISBN 4091496040)        | Oracle of Seasons                          | Édité en français par Soleil Productions en 2010 (ISBN 9782302010079) |
| 2001                    | Japon      | ゼルダの伝説 ふしぎの木の実 時空の章 (The Legend of Zelda: Oracle of Ages)           | Akira Himekawa              | Shogakukan         | (ISBN 4091496059)        | Oracle of Ages                             | Édité en français par Soleil Productions en 2010 (ISBN 9782302010086) |
| 2004                    | Japon      | ゼルダの伝説 4つの剣+ (The Legend of Zelda: Four Swords Adventures) vol. 1           | Akira Himekawa              | Shogakukan         | (ISBN 4091496067)        | Four Swords Adventures                     | Édité en français par Soleil Productions en 2010 (ISBN 9782302011335) |
| 2004                    | Japon      | ゼルダの伝説 4つの剣+ (The Legend of Zelda: Four Swords Adventures) vol. 2           | Akira Himekawa              | Shogakukan         | (ISBN 4091496075)        | Four Swords Adventures                     | Édité en français par Soleil Productions en 2010 (ISBN 9782302011342) |
| 2005                    | Japon      | ゼルダの伝説 神々のトライフォース (The Legend of Zelda: A Link to the Past)          | Akira Himekawa              | Shogakukan         | (ISBN 4091496083)        | A Link to the Past                         | Édité en français par Soleil Productions en 2009 (ISBN 9782302006843) |
| 2006                    | Japon      | ゼルダの伝説 ふしぎのぼうし (The Legend of Zelda: The Minish Cap)                    | Akira Himekawa              | Shogakukan         | (ISBN 4091401163)        | The Minish Cap                             | Édité en français par Soleil Productions en 2010 (ISBN 9782302010581) |
| 2009                    | Japon      | ゼルダの伝説 夢幻の砂時計 (The Legend of Zelda: Phantom Hourglass)                   | Akira Himekawa              | Shogakukan         | (ISBN 9784091496096)     | Phantom Hourglass                          | Édité en français par Soleil Productions en 2011 (ISBN 9782302015432) |
| 2011                    | Japon      | ハイラル・ヒストリア ゼルダの伝説 大全 (The Legend of Zelda: Hyrule Historia)        | Akira Himekawa              | Nintendo           | (ISBN 4198642435)        | Skyward Sword                              | Édité en français par Soleil Productions en 2013 (ISBN 9782302030466) |
| 2 décembre 2015         | France     | The Legend of Zelda: A Link to the Past - Classic version                            | Shotaro Ishinomori          | Soleil Productions | (ISBN 9782302048270)     | A Link to the Past                         | Réédition des parutions dans Nintendo Power                           |
| 24 juin 2016            | Japon      | ゼルダの伝説 トワイライトプリンセス １ (The Legend of Zelda: Twilight Princess t. 1) | Akira Himekawa              | Shogakukan         | (ISBN 9784091421746)     | Twilight Princess                          | Édité en français par Soleil Productions en 2017 (ISBN 9782302056381) |
| 28 décembre 2016        | Japon      | ゼルダの伝説 トワイライトプリンセス ２ (The Legend of Zelda: Twilight Princess t. 2) | Akira Himekawa              | Shogakukan         | (ISBN 9784091423146)     | Twilight Princess                          | Édité en français par Soleil Productions en 2017 (ISBN 9782302064256) |
| 26 mai 2017             | Japon      | ゼルダの伝説 トワイライトプリンセス ３ (The Legend of Zelda: Twilight Princess t. 3) | Akira Himekawa              | Shogakukan         | (ISBN 9784091424006)     | Twilight Princess                          | Édité en français par Soleil Productions en 2017 (ISBN 9782302065635) |
| 27 décembre 2017        | Japon      | ゼルダの伝説 トワイライトプリンセス ４ (The Legend of Zelda: Twilight Princess t. 4) | Akira Himekawa              | Shogakukan         | (ISBN 9784091425942)     | Twilight Princess                          | Édité en français par Soleil Productions en 2018 (ISBN 9782302069718) |
| 18 août 2018            | Japon      | ゼルダの伝説 トワイライトプリンセス ５ (The Legend of Zelda: Twilight Princess t. 5) | Akira Himekawa              | Shogakukan         | (ISBN 9784091427588)     | Twilight Princess                          | Édité en français par Soleil Productions en 2018 (ISBN 9782302072787) |
| 28 mars 2019            | Japon      | ゼルダの伝説 トワイライトプリンセス ６ (The Legend of Zelda: Twilight Princess t. 6) | Akira Himekawa              | Shogakukan         | (ISBN 9784091430175)     | Twilight Princess                          |                                                                       |
| 21 novembre 2018        | France     | The Legend of Zelda: Twilight Princess t. 1 à 3                                      | Akira Himekawa              | Soleil Productions | (ISBN 9782302073012)     | Twilight Princess                          | Réédition t. 1 à 3                                                    |
| 7 décembre 2016         | France     | The Legend of Zelda: Ocarina of Time - Perfect Edition                               | Akira Himekawa              | Soleil Productions | (ISBN 9782302054219)     | Ocarina of Time                            | Réédition t. 2 et 3                                                   |
| 22 février 2017         | France     | The Legend of Zelda: Oracle of Seasons / Oracle of Ages - Perfect Edition            | Akira Himekawa              | Soleil Productions | (ISBN 9782302056374)     | Oracle of Seasons, Oracle of Ages          | Réédition t. 5 et 6                                                   |
| 24 mai 2017             | France     | The Legend of Zelda: Majora's Mask / A Link to the Past - Perfect Edition            | Akira Himekawa              | Soleil Productions | (ISBN 9782302062856)     | Majora's Mask, A Link to the Past          | Réédition t. 4 et 1                                                   |
| 27 septembre 2017       | France     | The Legend of Zelda: The Minish Cap / Phantom Hourglass                              | Akira Himekawa              | Soleil Productions | (ISBN 9782302064249)     | The Minish Cap, Phantom Hourglass          | Réédition t. 7 et 10                                                  |
| 29 novembre 2017        | France     | The Legend of Zelda: Four Swords Adventures - Perfect Edition                        | Akira Himekawa              | Soleil Productions | (ISBN 9782302067905)     | Four Swords Adventures                     | Réédition t. 8 et 9                                                   |

### Yuu Mishouzaki
En 1989, Yuu Mishouzaki adapte pour la première fois la franchise de jeu vidéo The Legend of Zelda, dans un manga au titre éponyme. Cependant celui-ci ne suit pas la trame narrative du jeu, et intègre plusieurs différences notables. Link est apprenti jardinier au château d'Hyrule et possède des oreilles très pointus, à cause du sang d'elfe qui coule dans ses veines. Dans cette histoire, lmpa, la nourrice de Zelda, est très jeune.
Mishouzaki scénarise et dessine une suite en 1991 qui reprend le titre de son homologue occidental sur console, The Adventure of Link. Cet ouvrage comporte également de nombreuses différences avec son modèle. Le manga met en scène des retrouvailles « assez rocambolesques » entre Link et la princesse Zelda. IG Magazine juge cette adaptation peu fidèle, avec un dessin trop léger, ainsi que la mise en scène trop minimaliste pour faire l'unanimité.

### George Caragonne
Valiant Comics a publié une série de bandes dessinées simplement intitulée The Legend of Zelda en six numéros de février à juin 1990 écrits par George Caragonne (en), dans le cadre de leurs publications Nintendo Comics System (en),,. La série est plus proche de celle de la série télévisée The Legend of Zelda diffusée à cette époque, elle-même vaguement basée sur les deux premiers jeux NES,. Le dessin s'inspire de la série télévisée, mais se place plus proche du ton de la franchise de jeux vidéo.

### Shotaro Ishinomori
De janvier à décembre 1992, une adaptation d'A Link to the Past réalisée par Shotaro Ishinomori parait dans douze numéros du mensuel Nintendo Power. Cette adaptation est rééditée en livre de poche en 1993, puis tardivement en 2015. Cette année-là, l'adaptation est regroupée et rééditée par Soleil Productions dans un ouvrage unique sous le titre The Legend of Zelda: A Link to the Past - Classic version. Plusieurs éléments de l'intrigue sont remplacés pour offrir de nouvelles situations par rapport au jeu. Ce manga contient de nouveaux personnages, dont un Hylien appelé Roam, une petite fée nommée Epheremelda, un libraire dans le village Cocorico et un jeune garçon ami avec Sahasrahla.

### Ataru Cagiva
En 1994, Ataru Cagiva adapte The Legend of Zelda: Link's Awakening en deux volumes appelés The Legend of Zelda: Dreaming Island,. Dès l'année suivante, il écrit trois mangas intitulés The Legend of Zelda: Triforce of the Gods, inspirés de The Legend of Zelda: A Link to the Past. Le travail est plus soigné, et plus fidèle que celui de Mishouzaki et permet de découvrir des scènes absentes du jeu A Link to the Past. Triforce of the Gods intègre deux nouveaux personnages : Raska, un ami de Link, ainsi que Tou, son père. Ces mangas sont à l'origine publiés dans le magazine mensuel Monthly GFantasy avant d'être regroupés par la suite en cinq volumes au total.

### Junya Furusawa, Jun Munesue
The Legend of Zelda: Oath of Lilto est un manga publié en quatre volumes par Shounen Oh Comics au Japon entre 1995 et 1997. Créé par Junya Furusawa et Jun Munesue, il intègre Link et Ganon, mais c'est un jeune garçon nommé Lilto qui tient le rôle du héros, cherchant à porter secours à son amis d'enfance Kalin. Selon le magazine IG Magazine, le style est assez inégal, et l'ensemble se laisse lire, malgré quelques emprunts à Akira Toriyama.

### Akira Himekawa
Le duo Akira Himekawa, pour le compte de l'éditeur Shōgakukan, commence à adapter la franchise en manga en 2000 et la publie jusqu'en 2009. C'est à cette date que la traduction est éditée en France par Soleil Productions jusqu'en 2011,.
L'adaptation d'Ocarina of Time en deux tomes oblige à certaines concessions. Les mangakas rendent Link inconscient pendant 7 ans, de sorte que les incessants voyages dans le temps soient évités. Un personnage inédit est introduit dans l'intrigue, le docteur Mizumi, ainsi que d'une nouvelle race, les Watararas, un peuple constitué d'oiseaux.
Majora's Mask est adapté en 2000 par le duo. Le manga reprend le scénario du jeu et tente d'en retranscrire sa noirceur, selon l'avis sans d'IG Magazine sans y parvenir totalement.
En 2001, Akira Himekawa adaptent Oracle of Seasons et Oracle of Ages en deux volumes. Comme dans le jeu, Link tente de sauver le royaume de Holodrum et de Labrynna. De nouveaux personnages font leur apparition, notamment Lord Raven (un ancêtre de Link), Resuta et Roperi (une jeune fille).
Four Swords Adventures est adapté fidèlement en manga en 2004, l'histoire de l'Épée de quatre ayant combattu Vaati dans le passé. Link s'en sert pour se multiplier et lutter contre Link noir.
En 2005, les mangakas transposent A Link to the Past en manga, qui devient l'un des premiers de la série à arriver en France en 2009. L'ouvrage reprend point par point le scénario de son modèle.
Akira Himekawa transposent The Minish Cap en 2006 dans l'univers monochrome du manga japonais et reprend les grandes lignes de l'histoire développée dans le jeu.
Phantom Hourglass est adapté en manga en 2007, reprenant les éléments de l'intrigue du jeu.
À l'occasion de la sortie du jeu The Legend of Zelda: Skyward Sword, Nintendo publie un ouvrage appelé The Legend of Zelda: Hyrule Historia détaillant ce jeu, dévoilant une chronologie de la franchise, ainsi qu'un aperçu du manga de 32 pages inspiré du jeu, créé par Akira Himekawa. Celui-ci sert de préquelle du jeu,.
Le duo Akira Himekawa font une pause de plusieurs années avant de reprendre les publications en 2016 en adaptant Twilight Princess en manga, à l'occasion de la sortie du remaster Twilight Princess HD sur la Wii U. Il est publié épisodiquement entre février 2016 et janvier 2022 sur l'application MangaOne de l'éditeur Shōgakukan, avant d'être publié en onze tomes,.

### Autres parutions
Plusieurs mangas sont adaptés des jeux publiés par Futabusha entre 1986 et 1992.
Futabusha publie également en 2002 un recueil de yonkoma inspirés de The Wind Waker, sous le titre The Legend of Zelda: The Wind Waker - Link's 4-Koma Nautical Logbook,. The Legend of Zelda: A Link to the Past, comme d'autres jeux de la franchise, connait la même adaptation par Futabusha, sous le titre The Legend of Zelda: A Link to the Past - Link's 4-Koma Gag Battle.

### Ressources secondaires web
1. 1 2  Romendil, « Produits dérivés », sur Jeuxvideo.com, 11 janvier 2007.
2. ↑  (en) Michael Thompson, « Drawn together: The love affair between comics and games », sur Ars Technica, 24 décembre 2018.
3. 1 2 3  (en) Luke Plunkett, « Zelda Was A Badass In This Classic Nintendo Comic », sur Kotaku, 16 mars 2015.
4. 1 2 3 4  Romendil, « Zelda, le laissé-pour-compte - Dossier : Manga, Anime et Jeux Vidéo », sur Jeuxvideo.com, 12 décembre 2007.
5. ↑  (en) Rachel Haas, « The Legend of Zelda: A Link to the Past Graphic Novel Is Being Printed Again », sur IGN, 1992.
6. 1 2  Gianni Molinaro, « Zelda A Link to the Past : le comics réédité plus de 20 ans après », sur Gameblog, 27 janvier 2015.
7. ↑  (en) « The Legend of Zelda manga », sur McLoz.
8. ↑  Rédaction, « Le manga Zelda arrive en France ! », sur Jeuxvideo.com, 24 avril 2009.
9. ↑  (en) Erich Schuler, « Zelda Manga Returns After 7-Year Hiatus », sur IGN, 2 juillet 2015.
10. ↑  Romendil, « Sortie de l'encyclopédie de The Legend of Zelda », sur Jeuxvideo.com, 4 décembre 2013.
11. ↑  (en) Allegra Frank, « The Legend of Zelda: Twilight Princess is getting a manga, starting next week », sur Polygon, 3 février 2016.
12. ↑  « Le manga The Legend of Zelda : Twilight Princess se termine », sur manga-news.com, 4 janvier 2022 (consulté le 23 mai 2024).

### Ressources bibliographiques
1. 1 2 3 4 5 6 7 8 9 10 11 12 13 14 15 16 17 18 19 20  Ankama Presse, La saga à la sauce manga, p. 184-487.

- Ankama Presse (IG Magazine), Les 25 ans de Zelda : Numéro spécial anniversaire (Hors-série no 2), Ankama Presse, novembre-décembre 2011, 240 p. (ASIN B00FNPBULU).

### Manga, édition japonaise
Yuu Mishouzaki
- (ja) Yuu Mishouzaki, ゼルダの伝説 [« The Legend of Zelda »], Japon, Takarajimasha,‎ septembre 1989, 192 p. (ISBN 9784880636276)
- (ja) Yuu Mishouzaki, リンクの冒険 [« The Adventure of Link »], Japon, Takarajimasha,‎ septembre 1991, 192 p. (ISBN 9784796601917)

Ataru Cagiva
- (ja) Ataru Cagiva, ゼルダの伝説夢を見る島 [« The Legend of Zelda: Dreaming Island »], vol. 1, Japon, Enix,‎ mai 1994, 186 p. (ISBN 9784870255135)
- (ja) Ataru Cagiva, ゼルダの伝説夢を見る島 [« The Legend of Zelda: Dreaming Island »], vol. 2, Japon, Enix,‎ septembre 1994, 190 p. (ISBN 9784870255241)
- (ja) Ataru Cagiva, ゼルダの伝説神々のトライフォース [« The Legend of Zelda: Triforce of the Gods »], vol. 1, Japon, Enix,‎ 27 juin 1995, 190 p. (ISBN 9784870255241)
- (ja) Ataru Cagiva, ゼルダの伝説神々のトライフォース [« The Legend of Zelda: Triforce of the Gods »], vol. 2, Japon, Enix,‎ 27 décembre 1995, 190 p. (ISBN 9784870255241)
- (ja) Ataru Cagiva, ゼルダの伝説神々のトライフォース [« The Legend of Zelda: Triforce of the Gods »], vol. 3, Japon, Enix,‎ 27 mai 1996, 190 p. (ISBN 9784870255241)

Junya Furusawa, Jun Munesue
- (ja) Junya Furusawa et Jun Munesue, The Legend of Zelda: Oath of Lilto, vol. 1, Japon, Shounen Oh Comics, 1995 (ISBN 978-4-334-80270-7)
- (ja) Junya Furusawa et Jun Munesue, The Legend of Zelda: Oath of Lilto, vol. 2, Japon, Shounen Oh Comics, 1996 (ISBN 978-4-334-80317-9)
- (ja) Junya Furusawa et Jun Munesue, The Legend of Zelda: Oath of Lilto, vol. 3, Japon, Shounen Oh Comics, 1997 (ISBN 978-4-334-80362-9)
- (ja) Junya Furusawa et Jun Munesue, The Legend of Zelda: Oath of Lilto, vol. 4, Japon, Shounen Oh Comics, 1997 (ISBN 978-4-334-80379-7)

Oyster
- (ja) Öyster, ゼルダの伝説 風のタクト リンクの4コマ航海記 [« The Legend of Zelda: The Wind Waker: Link's 4-Koma Nautical Logbook »], Japon, Futabasha,‎ 28 octobre 2003 (ISBN 978-4-575-93858-6)

### Manga, édition anglaise
George Caragonne
- (en) George Caragonne, The Legend of Zelda, vol. 1, États-Unis, Valiant Comics, coll. « Nintendo Comics System (en) », février 1990
- (en) George Caragonne, The Legend of Zelda, vol. 2, États-Unis, Valiant Comics, coll. « Nintendo Comics System », mars 1990
- (en) George Caragonne, The Legend of Zelda, vol. 3, États-Unis, Valiant Comics, coll. « Nintendo Comics System », avril 1990
- (en) George Caragonne, The Legend of Zelda, vol. 4, États-Unis, Valiant Comics, coll. « Nintendo Comics System », mai 1990
- (en) George Caragonne, The Legend of Zelda, vol. 5, États-Unis, Valiant Comics, coll. « Nintendo Comics System », juin 1990

### Manga, édition française
Akira Himekawa
- Akira Himekawa (trad. Florent Gorges), The Legend of Zelda: A Link to the Past, t. 1, Toulon, Soleil Productions, coll. « Soleil Manga », 1er juillet 2009, 192 p. (ISBN 9782302006843)
- Akira Himekawa (trad. Florent Gorges), The Legend of Zelda: Ocarina of Time, vol. 1, t. 2, Toulon, Soleil Productions, coll. « Soleil Manga », 14 octobre 2009, 192 p. (ISBN 9782302008434)
- Akira Himekawa (trad. Florent Gorges), The Legend of Zelda: Ocarina of Time, vol. 2, t. 3, Toulon, Soleil Productions, coll. « Soleil Manga », 14 octobre 2009, 192 p. (ISBN 9782302008441)
- Akira Himekawa (trad. Florent Gorges), The Legend of Zelda: Majora's Mask, t. 4, Toulon, Soleil Productions, coll. « Soleil Manga », 16 décembre 2009, 192 p. (ISBN 9782302009097)
- Akira Himekawa (trad. Florent Gorges), The Legend of Zelda: Oracle of Seasons, vol. 1, t. 5, Toulon, Soleil Productions, coll. « Soleil Manga », 24 février 2010, 192 p. (ISBN 9782302010079)
- Akira Himekawa (trad. Florent Gorges), The Legend of Zelda: Oracle of Ages, vol. 2, t. 6, Toulon, Soleil Productions, coll. « Soleil Manga », 24 février 2010, 192 p. (ISBN 9782302010086)
- Akira Himekawa (trad. Florent Gorges), The Legend of Zelda: The Minish Cap, t. 7, Toulon, Soleil Productions, coll. « Soleil Manga », 28 avril 2010, 192 p. (ISBN 9782302010581)
- Akira Himekawa (trad. Florent Gorges), The Legend of Zelda: Four Swords Adventures, vol. 1, t. 8, Toulon, Soleil Productions, coll. « Soleil Manga », 26 mai 2010, 192 p. (ISBN 9782302011335)
- Akira Himekawa (trad. Florent Gorges), The Legend of Zelda: Four Swords Adventures, vol. 2, t. 9, Toulon, Soleil Productions, coll. « Soleil Manga », 26 mai 2010, 192 p. (ISBN 9782302011342)
- Akira Himekawa (trad. Florent Gorges), The Legend of Zelda: Phantom Hourglass, t. 10, Toulon, Soleil Productions, coll. « Soleil Manga », 16 mars 2011, 192 p. (ISBN 9782302015432)
- Akira Himekawa, The Legend of Zelda: Twilight Princess, t. 1, Toulon, Soleil Productions, coll. « Soleil Manga », 25 janvier 2017, 192 p. (ISBN 9782302056381)
- Akira Himekawa, The Legend of Zelda: Twilight Princess, t. 2, Toulon, Soleil Productions, coll. « Soleil Manga », 27 septembre 2017, 192 p. (ISBN 9782302064256)
- Akira Himekawa, The Legend of Zelda: Twilight Princess, t. 3, Toulon, Soleil Productions, coll. « Soleil Manga », 29 novembre 2017, 192 p. (ISBN 9782302065635)
- Akira Himekawa, The Legend of Zelda: Twilight Princess, t. 4, Toulon, Soleil Productions, coll. « Soleil Manga », 23 mai 2018, 192 p. (ISBN 9782302069718)
- Akira Himekawa, The Legend of Zelda: Twilight Princess, t. 5, Toulon, Soleil Productions, coll. « Soleil Manga », 14 novembre 2018, 192 p. (ISBN 9782302072787)
- Akira Himekawa, The Legend of Zelda: Twilight Princess (t. 1 à 3), Toulon, Soleil Productions, coll. « Soleil Manga », 21 novembre 2018, 576 p. (ISBN 9782302073012)

Akira Himekawa, Perfect Edition
- Akira Himekawa, The Legend of Zelda: Ocarina of Time : Perfect Edition (t. 2 et 3), Toulon, Soleil Productions, 7 décembre 2016, 360 p. (ISBN 9782302054219)
- Akira Himekawa, The Legend of Zelda: Oracle of Seasons / Oracle of Ages : Perfect Edition (t. 5 et 6), Toulon, Soleil Productions, 22 février 2017, 404 p. (ISBN 9782302056374)
- Akira Himekawa, The Legend of Zelda: Majora's Mask / A Link to the Past : Perfect Edition (t. 4 et 1), Toulon, Soleil Productions, 24 mai 2017, 402 p. (ISBN 9782302062856)
- Akira Himekawa, The Legend of Zelda: The Minish Cap / Phantom Hourglass : Perfect Edition (t. 7 et 10), Toulon, Soleil Productions, 27 septembre 2017, 384 p. (ISBN 9782302064249)
- Akira Himekawa, The Legend of Zelda: Four Swords Adventures : Perfect Edition (t. 8 et 9), Toulon, Soleil Productions, 29 novembre 2017, 374 p. (ISBN 9782302067905)

Shotaro Ishinomori
- Shotaro Ishinomori, The Legend of Zelda: A Link to the Past : Classic version, Toulon, Soleil Productions, 2 décembre 2015, 200 p. (ISBN 9782302048270)